# GeForce 7系列
GeForce 7是NVIDIA第七代繪圖處理器的總稱，3D引擎升級為CineFX 4.0。全系列繪圖晶片是原生PCI-E，並沒有原生AGP產品推出过。与GeForce 6一样，支援DirectX 9.0c，Shader Model 3.0, OpenGL 2.0，HDR。NVIDIA聲稱GeForce 7的Pixel Shader單元運算能力比GeForce 6強兩倍。不少人認為G70核心只是舊NV40的改良版。
Geforce 7800 GTX（核心代號為G70），核心採用較成熟的TSMC 0.11微米制程，而不是90奈米制程。可能NVIDIA吸取了當年NV30太早引進0.13微米製程的教訓，良率很差。而ATi則採用不成熟的90奈米制程，令Radeon X1000系列延期很久才能推出。

## CineFX 4.0引擎
- 重新設計Vertex Shader引擎 - 支援Vertex Shader 3.0，優化了Triangle Setup Unit，加快3D模型的建立速度。
- Pixel Shader引擎 - 支援Pixel Shader 3.0，加強了對（MADD）的運算，速度是上代NV40的兩倍。
- HDR
- Anti-Aliasing - 支援IntelliSample 4.0，支援16x非等方濾鏡

## 核心規格

### G70

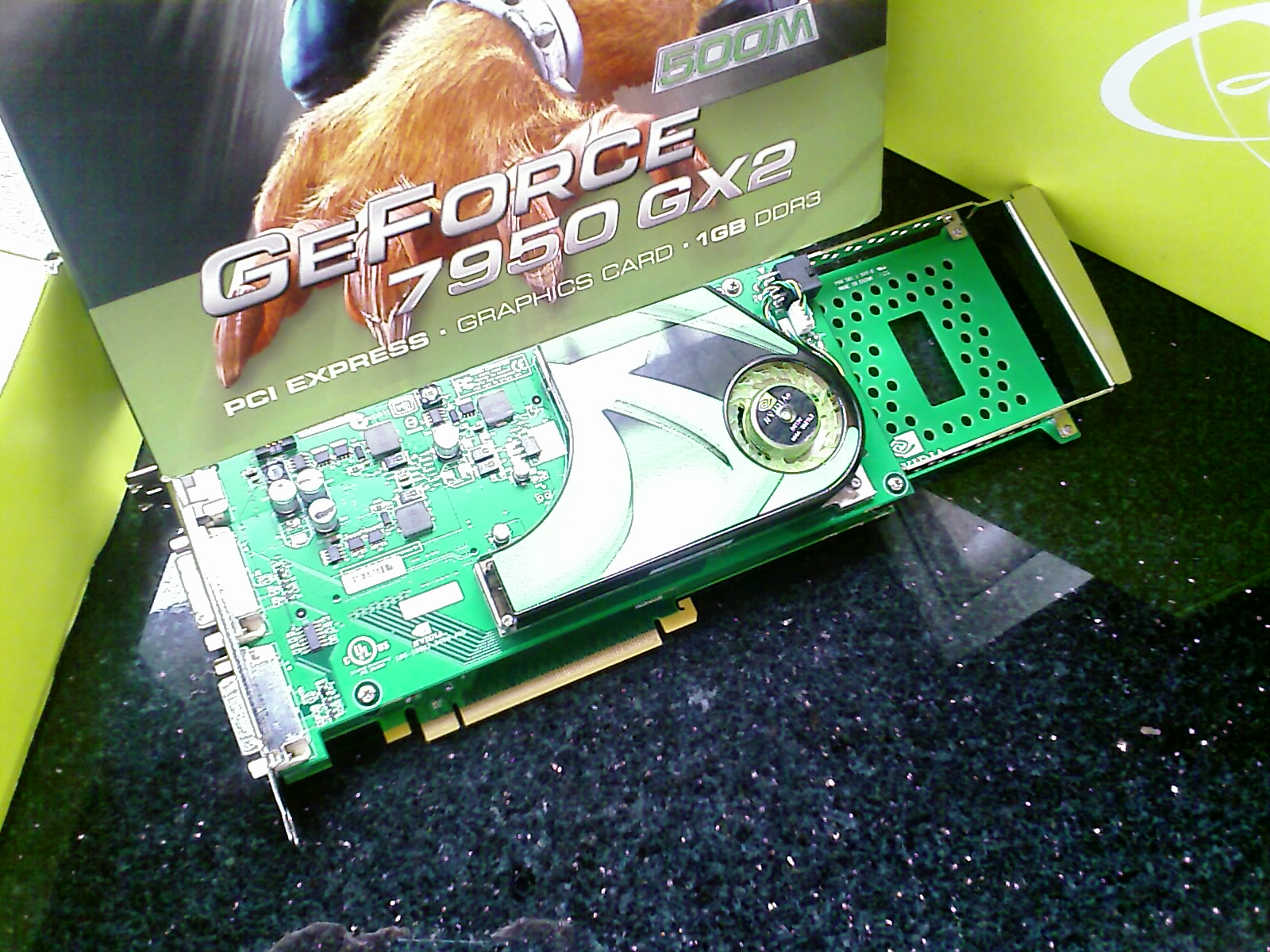
GeForce 7950 GX2顯示卡

- 記憶體頻寬：256bit
- Pixel Shader流水線：24條
- Vertex Shader引擎：8個
- 電晶體數目：3億2百萬
- 製程：0.11微米
- 支援SLi

### G71

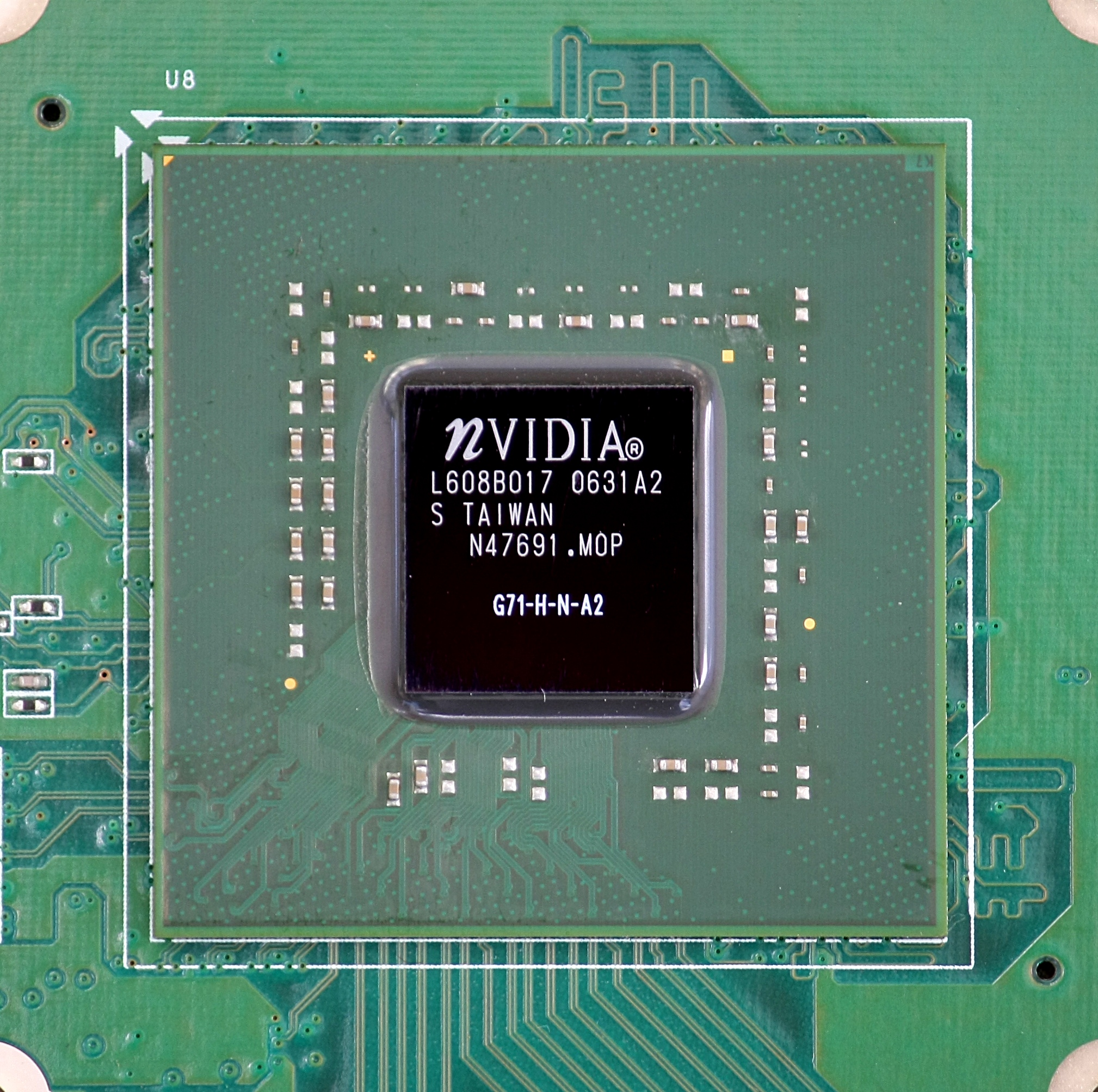
GPU NVIDIA G71顯示晶片

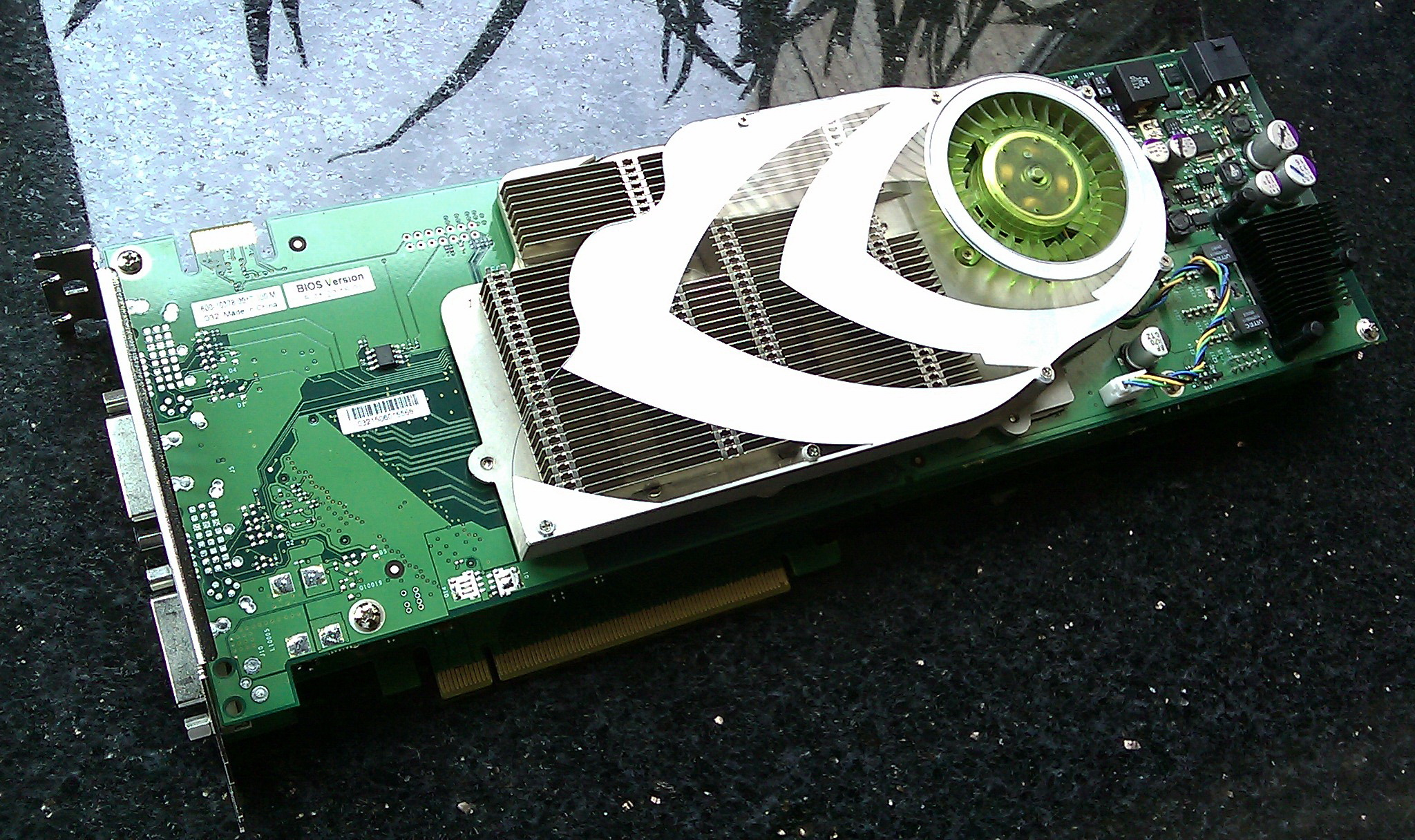
GeForce 7900 GX2顯示卡

- 記憶體頻寬：256bit
- Pixel Shader流水線：24條
- Vertex Shader引擎：8個
- 電晶體數目：2億7千8百萬
- 製程：0.09微米
- 支援SLi
- 核心直接支援Dual-Link DVI
- PCB層數：12

### G72

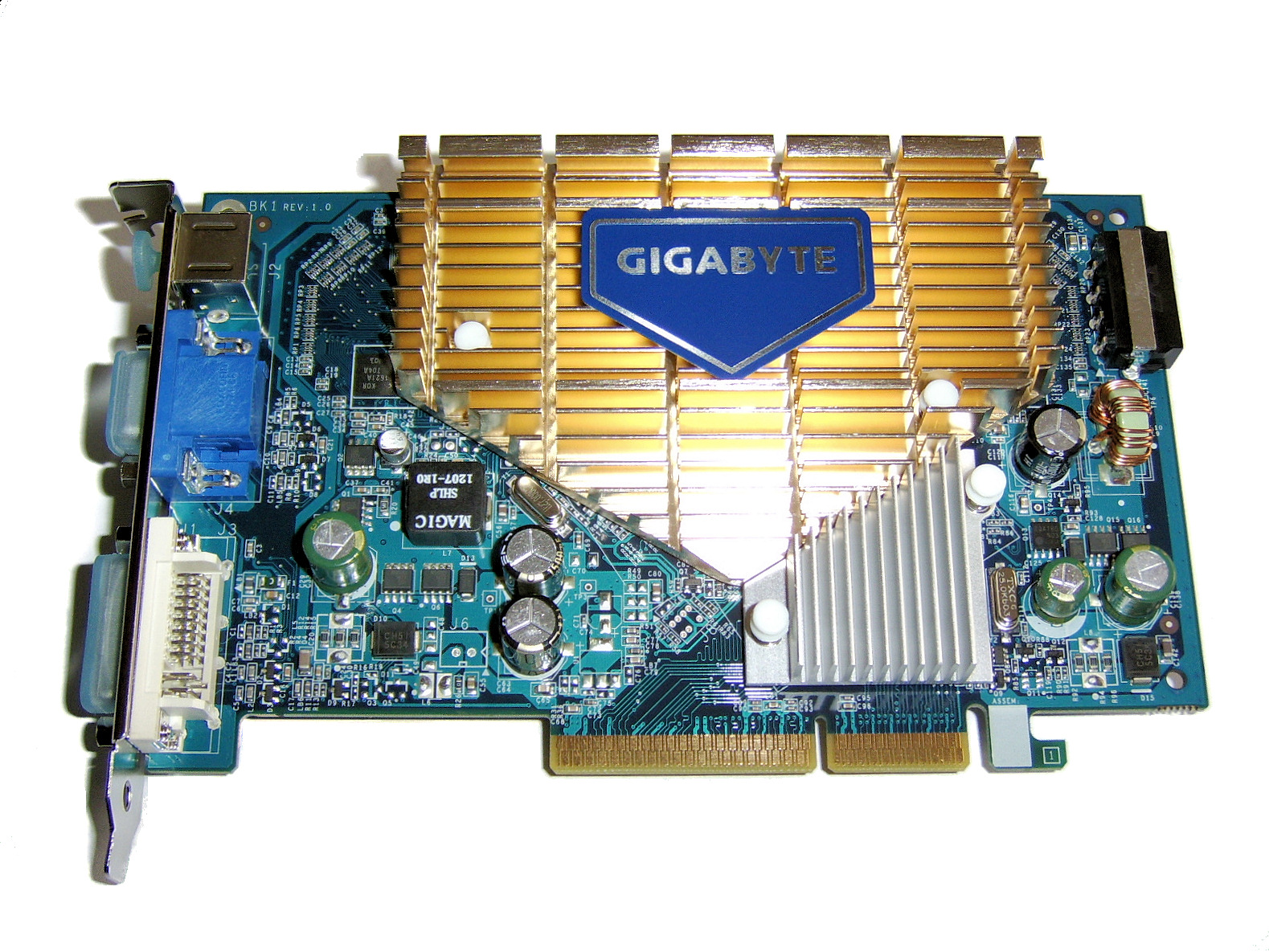
GeForce 7600 GS顯示卡

- 記憶體架構：64bit
- Pixel Shader流水線：4條
- Vertex Shader引擎：3個
- 電晶體數目：1億1千2百萬
- 製程：0.09微米
- 支援SLi
- 支持TurboCache

### G73
- 記憶體架構：128bit
- Pixel Shader流水線：12條
- Vertex Shader引擎：5個
- 電晶體數目：1億7千7百萬

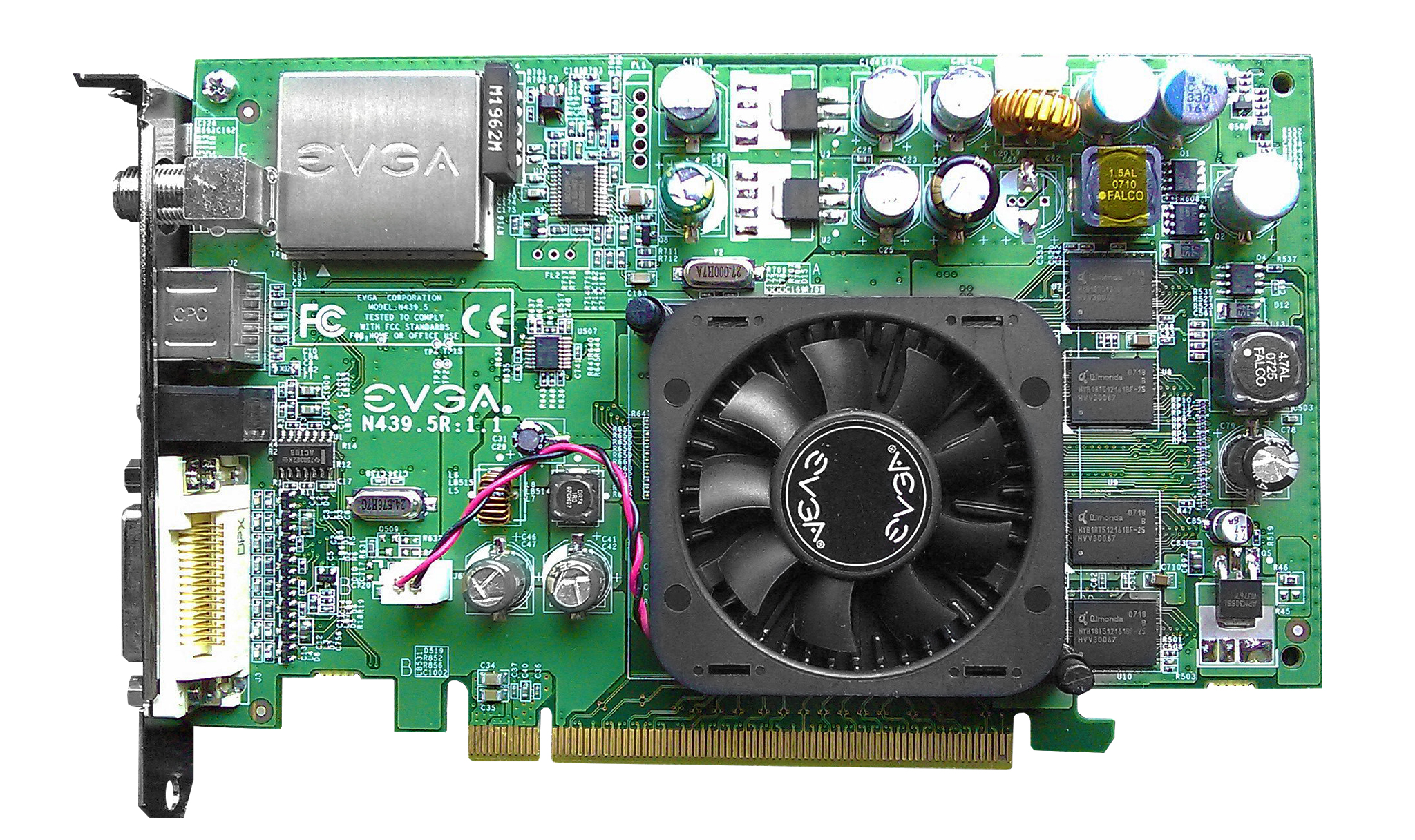
EVGA GeForce 7300 GS Personal Cinema顯示卡

- 製程：0.09微米  G73-B1為0.08微米
- 支援SLi
- PCB層數：6層／4層

## 產品介紹

### GeForce 7100
- GeForce 7100 GS（NV44核心）- 採用上一代的核心，是唯一不採用G7X核心的GeForce 7系列顯示卡。由於定位與採用G72核心的7300LE/GS接近，因此並未取得成功

### GeForce 7200
- GeForce 7200 GS（G72核心）- 2條像素流水線，官方規格450/800，採用GDDR2記憶體，支持TurboCache

### GeForce 7300
- GeForce 7300 LE（G72核心）- 完整架構，跟GS只有時脈上的差別（450/700），支持TurboCache
- GeForce 7300 GS（G72核心）- 完整架構，時脈550/800，對抗ATi的X1300 Pro，支持TurboCache
- GeForce 7300 GT（G73核心）- 8條像素流水線，4個頂點著色單元，官方規格350/667，官方規格採用GDDR2記憶體，用以填補7300GS和7600GS之間的效能空檔，對抗ATi的X1300XT

### GeForce 7600
- GeForce 7600 GS（G73核心）- 完整架構，和GT只有時脈上的差別（400/800），官方規格採用GDDR2記憶體，原定對抗ATi的X1600 Pro，但現時很多廠商紛紛推出配備GDDR3記憶體的超頻版本，因此與7600GT的界線十分模糊
- GeForce 7600 GT（G73核心）- 完整架構，時脈560/1400，官方規格採用136Ball 1.4ns GDDR3記憶體，原定對手為ATi的X1600 XT，後來因7600GT效能太過強悍，逼使ATi把X1600XT降價，推出X1800GTO上下夾擊。現時ATi重整了中階產品線，以RV560和RV530組成的X1650Pro/GT/XT對抗7600系列入侵
- GeForce 7600 GT（G73-B1核心）- 規格與G73一樣，改用80nm製程，部份型號內建HDMI輸出功能和HDCP晶片

### GeForce 7800
- GeForce 7800 GS（G70/G71核心）16條像素流水線，6個頂點著色單元，官方規格採用136Ball 1.4ns GDDR3記憶體，時脈375/1200，其AGP版本是NVIDIA官方推出的最後一款高階AGP產品，曾有廠商自行推出更高階的7950GT AGP版[1]，但需使用廠商修改的特別版驅動程式。效能稍稍壓過6800GT/Ultra，但可超性頗高
- GeForce 7800 GT（G70核心）- 20條像素流水線，7個頂點著色單元，官方規格採用144Ball 1.6ns GDDR3記憶體，256MB記憶體，時脈400/1000，對抗X1800XL
- GeForce 7800 GTX（G70核心）- 完整架構，官方規格採用144Ball 1.6ns GDDR3記憶體，256MB記憶體，時脈430/1200，對抗X1800XT
- GeForce 7800 GTX 512（G70核心）- 完整架構，官方規格採用136Ball 1.1ns GDDR3記憶體，512MB記憶體，時脈550/1700，核心電壓達1.55V，對抗X1800XT/X1800XT OC

### GeForce 7900
- GeForce 7900 GS（G71核心）- 20條像素流水線，7個頂點著色單元，官方規格採用136Ball 1.4ns GDDR3記憶體，256MB記憶體，時脈與7900 GT 一樣為470/1320，與7600GT上下夾擊ATi的X1650XT；現被X1950GT稍微超越。由於超頻潛力高，被不少玩家及廠商追捧
- GeForce 7900 GT（G71核心）- 完整架構，官方規格採用136Ball 1.4ns GDDR3記憶體，256MB記憶體，時脈470/1320，核心電壓1.2V,8層PCB設計，對抗ATi的X1950Pro
- GeForce 7900 GTX（G71核心）- 完整架構，官方規格採用136Ball 1.1ns GDDR3記憶體，512MB記憶體，時脈650/1600，核心電壓1.4V,12層PCB設計，對抗ATi的X1800XL,X1900GT
- GeForce 7900 GX2（G71核心）- 利用BR03接橋各用16條PCI-E Lanes把兩顆建於不同PCB的G71核心連接起來的顯示卡，再用16條PCI-E Lanes向外溝通，時脈500/1200，擁有1GB/512-Bit記憶體，並支援Quad SLi，PCB相對於7950 GX2要長，只能裝在E-ATX規格的機殼中，所以只針對OEM市場銷售，但也有部分生產商推出過零售版本的7900 GX2。實際上7900 GX2是整個GeForce 7系列效能最強的顯示卡。在後期的驅動程式中，7900 GX2亦改名成為7950 GX2[2]

### GeForce 7950
- GeForce 7950 GT（G71核心）- 核心频率为550MHz，拥有24 Pixel Shader流水线，對抗ATi的X1950 Pro，取代7900GT
- GeForce 7950 GX2（G71核心）- 利用BR03接橋各用8條PCI-E Lanes把兩顆建於不同PCB的G71核心連接起來的顯示卡，再用16條PCI-E Lanes向外溝通，時脈與7900 GX2一樣為500/1200，擁有1GB/512-Bit記憶體，並支援Quad SLi，PCB設計較7900 GX2有所簡化，效能較7900 GX2稍低，但功耗發熱大幅減少，是7900 GX2的改進型產品

## 停止後續支援
NVIDIA在2013年以後停止對NVIDIA GeForce 8以前的顯示驅動程式支援，亦即NVIDIA GeForce 7的驅動程式業已停止更新。以下是停止更新後，最新的適用於NVIDIA GeForce 7系列顯示核心的驅動程式：
- Windows XP 32-bit & Media Center Edition: 307.83 - 2013年2月25日發布：下載（页面存档备份，存于）
- Windows XP 64-bit: 307.83 - 2013年2月25日發布：下載（页面存档备份，存于）
- Windows Vista, 7 & 8 32-bit: 307.83 - 2013年2月25日發布：下載（页面存档备份，存于）
- Windows Vista, 7 & 8 64-bit: 307.83 - 2013年2月25日發布：下載（页面存档备份，存于）